# Goldthwaite
Goldthwaite város az USA Texas államában, Mills megyében, melynek megyeszékhelye is. Lakosainak száma 1738 fő (2020. április 1.).

## Népesség
A település népességének változása:
| Lakosok száma | 1282 | 1878 | 1738 |
|               | 1900 | 2010 | 2020 |